# Санда Тхудгамма
Санда Тхудгамма (*бірм. စန္ဒာသုဓမ္မရာဇာ, 1637 — 11 червня 1684) — 24-й володар М'яу-У в 1652—1674 роках. Починається політичний і економічний занепад держави.

## Життєпис
Син Тадо  Мінтаї. Народився 1637 року. 1638 року його дід Нарапаті захопив владу в державі. Згодом Тадо Мінтая оголошується спадкоємцем трону, який зайняв 1645 року. За цим вже Санда Тхудгамма стає офіційним спадкоємцем. 1652 року після смерті батька отримав владу. 1657 року придушено змову Вінмани, що напав на царський палац.
Спочатку уклав мирний договір з Португалією та португальськими піратами, що фактично контролювали вхід до порту Читтагонг, за яким надав останнім численні привілеї. Водночас вдалося повернути до країни Голландську Ост-Індську компанію, відродивши в Читтатонзі ринок работоргівлі. Такі дії сприяли відродженню економіки та наповненню скарбниці. Це в свою чергу дозволило організувати спротив імперії Великих Моголів, що намагалася ще за попередників Санди розширити свої володіння на східному узбережжі Бенгальської затоки.
1660 року надав прихисток могольському шахзаде Шах Шуджі, який зазнав поразки у протистоянні з братом Аурангзебом за владу в імперії Великих Моголів. Невдовзі Санда конфіскував скарби шахзаде, що причинило повстання його почту та загону, яке було придушено. Шах Шуджа втік до князівства Маніпур, а решта його вояків, що залишилися, були прийняті на службу до війська М'яу-У — створено палацову гвардію з лучників, відому як каман (камейн).
З початку 1660-х років також відбувалися постійні збройні сутички з моголами. 1664 року вдалося захопити Дакку, але утримати це місто не вдалося. Невдовзі бенгальський субадар Шаїста-хан перейшов у наступ, внаслідок чого Санда Тхудгамма зазнав поразки, втративши практично усі землі в південній та східній Бенгалії. Найбільш значущими стала втрата островів Сандвіп і Діанга, в битвах біля яких у 1665 і 1666 роках відповідно флот М'яу-У зазнав тяжких поразок. 1666 року ворог захопив Читтагонг. Санда вимушений був укласти мирний договір, за яким  визнав втрату цього порту, але зберіг незалежність від Великих Моголів.
В подальшому активно маневрував між європейськими торгівельними компаніями, залучаючи португальських, голландських та англійських торгівців, в яких вбачав допомогу у захистів від моголів. Зберігав мирні відносини з іншими сусідами.
У внутрішній політиці багато уваги приділяв релігії, залучаючи до свого двору талановитих мусульман, зокрема поетів Саїда Алаола та Даулат Хаджі, чим сприяв новій хвилі ісламізації свого двору, а потім й заможних верств населення. Мусульман називали цього володаря М'яу-У Саад Уммадар.
1674 року зрікся трону самостійно або був повалений сином Тхірі Турія. Решту життя займався літературною діяльністю. Помер Санда Тхудгамма 1684 року.